# Brudmässa
Brudmässa är en mässa med nattvardsfirande hållen i samband med vigsel.
Inom Katolska kyrkan infördes under medeltiden två akter inom vigseln, en välsignelseakt på kyrktrappan och en efterföljande brudmässa med välsignelseakt. Den äldre germanska rättstraditionen kom huvudsakligen att överföras i den förra ritualen, och brudmässan kom här att få en underordnad betydelse.
Brudmässan levde dock kvar efter reformationen och 1529 års svenska kyrkohandbok anslöt sig till den medeltida traditionen och där var brudmässan en del i söndagens vanliga högmässa. I 1811 års handbok blev brudmässa frivillig eller alternativ, men fick ej förekomma då bruden var änka eller ålderstigen. Handböckerna 1894 och 1911 upprepade 1811 års bestämmelser men brudmässa blev alltmer sällsynt. Enligt 1942 års handbok fick brudmässa förekomma då brudpar giftes för första gången, brudmässan lades då vanligen före högmässan.
Brudmässa kom därför istället att bli namnet på en sjungen förbön för brudparet. En ny ordning för brudmässa infördes dock i kyrkohandboken 1982.